# Nossa Senhora da Lapa (São Nicolau)
Nossa Senhora da Lapa é uma freguesia de Cabo Verde. Pertence ao concelho de Ribeira Brava  e à ilha de São Nicolau. A sua área coincide com a Paróquia de Nossa Senhora da Lapa.

## Aldeias
- Covoada (pop: 155)
- Estância de Brás (pop: 320)
- Fajã de Baixo (pop: 620)
- Queimadas (pop: 299)
- Ribeira Funda (pop: 1)